# Amadeus Reisinger
Amadeus Reisinger OCist  (als  Karl Reisinger * 22. August 1892 in Kefermarkt; † 21. März 1953 in Wilhering) war ein österreichischer römisch-katholischer Geistlicher, Zisterzienser und Gegner des Nationalsozialismus.

## Leben und Werk
Karl Reisinger machte Matura am Bischöflichen Gymnasium Petrinum in Linz, trat in das Stift Wilhering ein und nahm den Ordensnamen Amadeus an (nach Amadeus von Lausanne). Er studierte Theologie am Stift Sankt Florian, legte 1917 die feierliche Profess ab und wurde 1918 zum Priester geweiht. Er war Kustos der verschiedenen Sammlungen und Gastmeister des Stiftes, dazu Lehrbeauftragter für Kunstgeschichte an der Diözesanlehranstalt und Redakteur der Christlichen Kunstblätter in Linz.
Als Mitglied der Widerstandsorganisation Großösterreichische Freiheitsbewegung, Gruppe Jacob Kastelic, wurde  er am 26. Juli 1940 (wie sein Abt Bernhard Burgstaller und mehrere Mitbrüder) von der Gestapo festgenommen und blieb bis zum 14. Juli 1944 in Haft. Nach einer Zeit der Erholung bei den Elisabethinen in Linz war er Seelsorger in Kematen an der Krems. Ab 15. September 1945 war er Stiftspfarrer in Wilhering.
Reisinger kannte von Kefermarkt her den Domprälaten und Kunsthistoriker Florian Oberchristl (1876–1951), dem er einen Nachruf widmete.

## Schriften
- Die Zisterzienser in Bolivien. Gründungsgeschichte der Zisterzienser-Niederlassung in Bolivien. Aus den Berichten zusammengestellt. Linz/Wilhering 1933, 63 Seiten.
- Stift Wilhering. Schnell und Steiner, München 1939, 14 Seiten.
- Nachruf. Florian Oberchristl †. In: Jahrbuch des Oberösterreichischen Musealvereines. Band 97, Linz 1952, S. 83–86 (zobodat.at [PDF]).